# Parochthiphila coronata
Parochthiphila coronata är en tvåvingeart som först beskrevs av Friedrich Hermann Loew 1858.  Parochthiphila coronata ingår i släktet Parochthiphila och familjen markflugor. Enligt den finländska rödlistan är arten otillräckligt studerad i Finland. Arten är reproducerande i Sverige. Artens livsmiljö är torra gräsmarker. Inga underarter finns listade i Catalogue of Life.